# Crotalaria jerokoensis
Crotalaria jerokoensis är en ärtväxtart som beskrevs av Baker f.. Crotalaria jerokoensis ingår i släktet sunnhampor, och familjen ärtväxter. Inga underarter finns listade i Catalogue of Life.